# Flow (gra komputerowa)
Flow (stylizowana na flOw) – niezależna gra komputerowa autorstwa Jenovy Chena i Nicholasa Clarka. Początkowo została opublikowana w 2006 roku jako darmowa gra na Adobe Flash w ramach pracy magisterskiej Chena, a w 2007 roku – jako komercyjny produkt na PlayStation 3, opracowany przez Thatgamecompany. W 2008 roku studio SuperVillain Studios wydało wersję gry na PlayStation Portable. We Flow gracz przemieszcza się po serii dwuwymiarowych plansz, kierując wodnym organizmem, który ewoluuje, jedząc inne formy życia. Projekt gry jest oparty na badaniach Chena nad dynamicznym wyważaniem rozgrywki, przeprowadzanych w wydziale mediów interaktywnych Uniwersytetu Południowej Kalifornii, jak również na teorii przepływu autorstwa psychologa Mihály'ego Csíkszentmihályi.
Wersja Flow na Flash w ciągu dwóch tygodni od publikacji została pobrana 100 tysięcy razy, a do 2008 roku grano w nią 3,5 miliona razy. Natomiast edycja na PlayStation 3 była w 2007 roku najczęściej pobieraną grą na PlayStation Network i zdobyła nagrodę Best Downloadable Game na rozdaniu Game Developers Choice Awards w 2008 roku. Flow była nominowana do nagród przyznawanych przez Akademię Sztuk i Nauk Interaktywnych oraz Brytyjską Akademię Sztuk Filmowych i Interaktywnych (BAFTA). Recenzenci chwalili grę za jej oprawę audiowizualną, ale zarzucali jej zbytnią prostotę rozgrywki; część z nich opisywało ją bardziej jako dzieło sztuki niż grę.

## Rozgrywka
W grze Flow gracz kieruje małą, wieloczęściową istotą o kształcie dżdżownicy lub węża, prowadząc ją przez wodne środowisko. Gra nie zawiera żadnego menu i zasad, więc rozpoczyna się natychmiast po uruchomieniu. Świat gry, widoczny z lotu ptaka, składa się z dwuwymiarowych plansz nakładających się na siebie. W tle każdej planszy znajduje się rozmyta wersja warstwy znajdującej się poniżej. Plansze zawierają organizmy różnych rozmiarów; postać gracza automatycznie próbuje je skonsumować, gdy znajdują się w jej pobliżu. Większość owych organizmów nie jest bojowo nastawiona. Składają się one z komórek, które po zjedzeniu zwiększają liczbę segmentów, z których składa się postać gracza. Wszystkie plansze, poza najwyżej i najniżej położonymi, zawierają dwa organizmy oznaczone specjalnymi kolorami. Gdy te zostaną dotknięte przez postać gracza, przenoszą ją do wyższej lub niższej planszy.
Na odpowiednich planszach znajdują się agresywne, wieloczęściowe stworzenia, które giną, gdy wszystkie ich segmenty zostaną zjedzone przez postać gracza. Mogą jednak zjadać jej segmenty, żeby się odbudować. Owe stworzenia po śmierci wypuszczają z siebie liczne komórki, które przywracają utracone segmenty postaci gracza, czasowo zwiększają rozmiar jej otworu gębowego lub powodują pojawienie się na niej ozdobnych narośli. Od graczy nie wymaga się jedzenia organizmów, stąd mogą oni podróżować swobodnie między planszami. Gdy gracz zostanie pokonany przez agresywne stworzenia, nie skutkuje to śmiercią, ale cofnięciem się postaci gracza do wyżej położonej planszy. W wersji na Adobe Flash gracz może powtórzyć grę, tym razem sterując organizmem meduzopodobnym. Gdy również wtedy zostanie ukończona, ponownie gracz przejmuje kontrolę nad stworzeniem przypominającym dżdżownicę.

### Wersje na konsole Sony
Wersja Flow na PlayStation 3 zawiera ulepszoną oprawę wizualną oraz trzy dodatkowe organizmy, którymi gracz może sterować. Pierwszy z nich ma możliwość szybkiego poruszania się, drugi może porazić inne stworzenia, natomiast trzeci potrafi nagle rzucić się na słaby punkt ofiary. Dżdżownicopodobne stworzenie z pierwowzoru otrzymało zdolność szybszego poruszania się, podczas gdy meduza może utworzyć kłębowisko, aby przyciągnąć do siebie małe organizmy. Owe specjalne ruchy są aktywowane poprzez naciśnięcie przycisku na kontrolerze. Gdy gracz dopłynie do ostatniej planszy przy użyciu danego organizmu, zostaje odblokowany kolejny z nich, a gracz na początku gry zyskuje możliwość pokierowania nim. Wersja na PlayStation 3 obsługuje tryb gry wieloosobowej z udziałem najwyżej czterech graczy, którzy mogą dołączyć do gry w każdym momencie, jak również mają do dyspozycji różne stworzenia. Wersja na PlayStation Portable zawiera wszystkie usprawnienia wprowadzone w edycji na PlayStation 3, ale plansze w niej są mniejsze. 20 listopada 2007 roku ukazał się dodatek do wersji na PlayStation 3, który umożliwia graczom dołączenie do gry wieloosobowej w celu wybrania własnego stworzenia. Dodatek zawiera również nowych przeciwników, dodatkowe rodzaje pożywienia oraz nową grywalną postać ze zdolnością do wytwarzania osłony.

## Produkcja

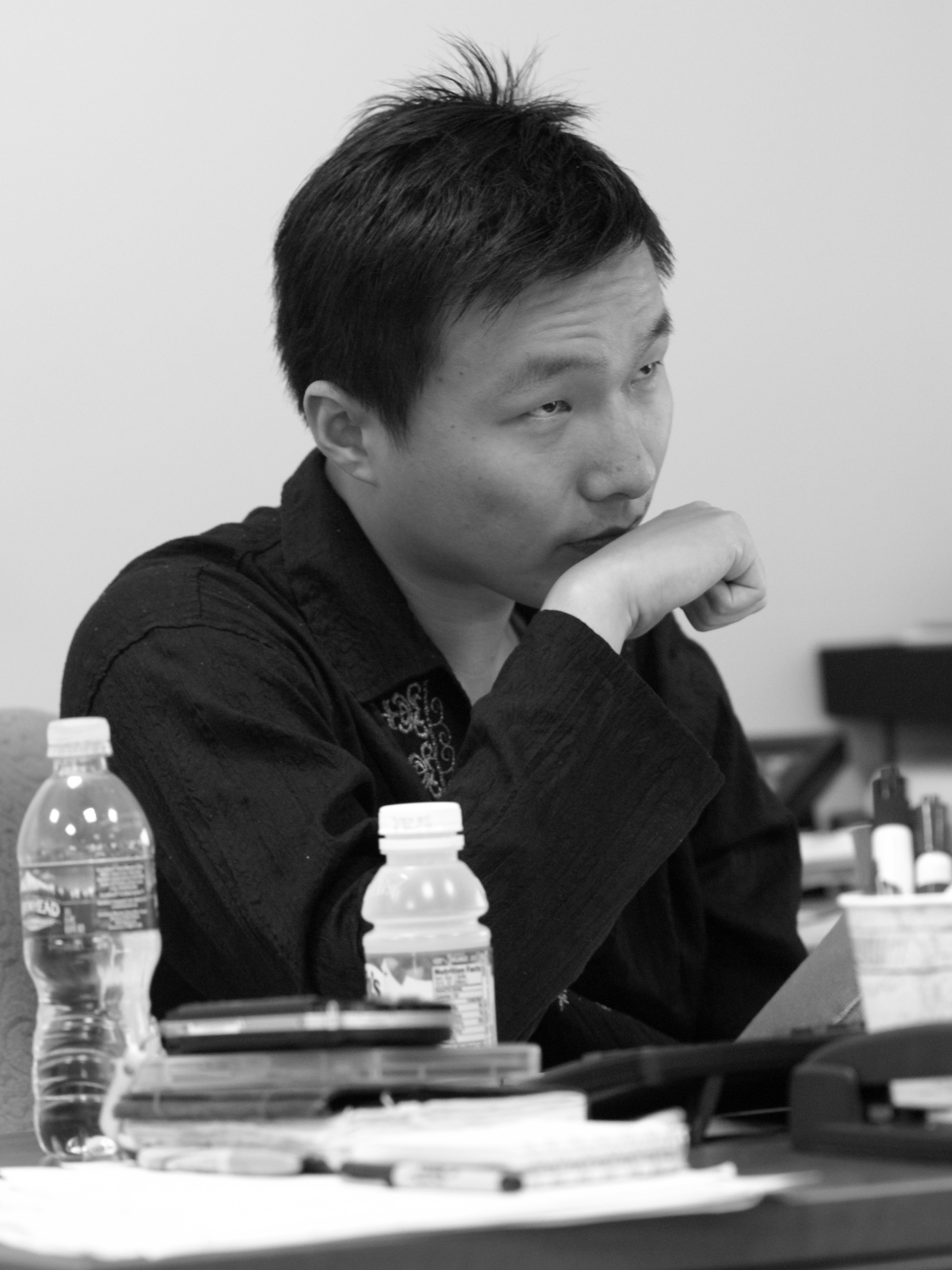
Projektant Jenova Chen w 2007 roku

Flow początkowo została stworzona jako część pracy magisterskiej Jenovy Chena dla wydziału mediów interaktywnych Uniwersytetu Południowej Kalifornii. Tematem jego pracy był koncept dynamicznego wyważania rozgrywki, wedle którego gra dostosowuje się do działań i umiejętności gracza. Ilustrował swoje poglądy na przykładzie Flow, zrealizowanej we współpracy z Nicholasem Clarkiem. Chen zaimplementował dynamiczne wyważanie rozgrywki poprzez nakłanianie graczy do podświadomej zmiany poziomu trudności gry; pozwolił im na dobrowolną zmianę planszy, jak również nie uczynił zjadania organizmów ich obowiązkiem. Gracze mogą zdecydować się od razu na zanurzenie w dół lub na wzmocnienie swojej postaci przed zaatakowaniem silniejszych przeciwników. Chen opisał Flow jako prostą grę, która jego zdaniem jest najprostszym testem aktywnego dynamicznego wyważania rozgrywki. Wpływ na grę wywarła też teoria przepływu psychologa Mihály'ego Csíkszentmihályi, według której dana osoba jest całkowicie skupiona na danej czynności i doznaje dzięki temu uczucia pobudzenia. Aby osiągnąć ten stan umysłowy, dana osoba musi mieć kontrolę nad czynnością; zdaniem Chena jego teoria dynamicznego wyważania rozgrywki dała graczom kontrolę niezbędną do osiągnięcia przepływu podczas gry.
Gra ukazała się w marcu 2006 roku, po dwóch miesiącach produkcji, w trakcie których Chen i Clark uczyli się programowania we Flashu. Ścieżkę dźwiękową do niej skomponował Austin Wintory. W maju tego samego roku została zapowiedziana wersja na PlayStation 3, która premierę miała w lutym 2007 roku za pośrednictwem PlayStation Store. W międzyczasie Chen ukończył studia i założył spółkę Thatgamecompany, która odpowiadała za konwersję gry na PlayStation 3; Nicholas Clark był jednym z pracowników spółki. Będąc pod wrażeniem Flow, przedsiębiorstwo Sony Computer Entertainment dostarczyło Thatgamecompany funduszy, wyposażenia oraz dodatkowych pracowników, po czym zaoferowało spółce kontrakt na trzy gry; wersja na PlayStation 3 była pierwszą z nich. Chen początkowo szacował, że konwersja zostanie ukończona w ciągu czterech miesięcy i będzie gotowa do pojawienia się równocześnie z premierą PlayStation Network w listopadzie 2006 roku. Jednakże, gdy ostatecznie gra ukazała się w lutym 2007 roku, była okrojona z części pierwotnego projektu.
Edycja na PlayStation Portable, wyprodukowana przez SuperVillain Studios, miała premierę w marcu 2008 roku. Spółka zaprogramowała ją całkiem od nowa, ponieważ kod użyty dla wersji na PlayStation 3 był niemożliwy do ponownego wykorzystania w innej sprzętowo platformie. Dodatek dla wersji na PlayStation 3 także był autorstwa SuperVillain. Thatgamecompany nie ingerowało w obydwa projekty owego studia, ponieważ pracowało nad kolejnym tytułem pod nazwą Flower. Mimo że nie został wydany żaden album zawierający muzykę wyłącznie z Flow, w 2012 roku Austin Wintory opublikował dostępną do pobrania składankę Journey Bonus Bundle, zawierającą wariacje na motywy z Flow i innej gry Thatgamecompany, Podróży z 2012 roku.

## Odbiór gry
Wersja Flow na Flash w ciągu dwóch tygodni od wydania została pobrana 100 tysięcy razy. Do lipca 2006 roku osiągnięto 650 tysięcy pobrań; do lutego 2008 roku naliczono 3,5 miliona uruchomień gry. Wersja na PlayStation była najczęściej pobieraną grą na PlayStation Network w 2007 roku. Flow była nominowana do nagród Game Developers Choice Awards za rok 2008 w kategoriach Innovation Award (nagroda za innowację) oraz Best Debut (najlepszy debiut), a zdobyła wyróżnienie w kategorii Best Downloadable Game (najlepsza gra do pobrania). Nominowały ją także Akademia Sztuk i Nauk Interaktywnych w kategorii Best Downloadable Game of the Year (najlepsza gra roku do pobrania, za rok 2008) oraz Brytyjska Akademia Sztuk Filmowych i Telewizyjnych w kategorii Best Innovation (najlepsza innowacja, za rok 2007). Muzyka do gry uzyskała nominację dla najlepszej muzyki interaktywnej oraz najbardziej innowacyjnego użycia dźwięku od amerykańskiej organizacji, a kompozytor Austin Wintory zdobył nagrodę Rookie of the Year (debiut roku). Flow była finalistą konkursu Slamdance Guerrilla Games Competition na Festiwalu Filmowym w Slamdance, ale została wycofana z konkursu wraz z kilkoma innymi finalistami, gdy jury festiwalu zdecydowało o usunięciu z rywalizacji gry Super Columbine Massacre RPG!. W 2011 roku Flow została wyselekcjonowana głosami publiczności jako jedna z 80 gier, które zostały pokazane przez Smithsonian American Art Museum w 2012 roku na wystawie „The Art of Video Games”.
Flow zebrała zróżnicowane recenzje krytyków, którzy oceniali wersje gry na konsole Sony. Najbardziej chwalonymi elementami gry były oprawa wizualna i ogólny wygląd. Chris Roper z portalu IGN wskazał właśnie te elementy jako największą siłę Flow. Zgodził się z tym Alex Navarro ze strony GameSpot twierdząc, że trudno spierać się na temat owej estetyki; chwalił użycie barw, projekt stworzeń oraz dynamiczną muzykę. Will Freeman ze strony VideoGamer nazwał tę ostatnią atrakcyjną i gustowną, co jego zdaniem sprawiło, że gra sprawia ogromną satysfakcję. Richard Leadbetter z serwisu Eurogamer stwierdził, że głównym celem gry jest promocja oprawy audiowizualnej.
Recenzenci byli podzieleni w opiniach co do rozgrywki. Roper stwierdził, że wprawdzie przeglądanie kolejnych plansz sprawia radość, ale uznał też, że możliwości działania w grze są ograniczone. Leadbetter ponadto stwierdził, że Flow w wielu kwestiach przypomina demo techniczne, a uboga rozgrywka stanowi przede wszystkim przewodnik po oprawie audiowizualnej. Zdaniem Freemana można najtrafniej opisać Flow jako pustą i bez treści. Navarro wnioskował, iż Flow jest grywalna przez kilka godzin potrzebnych do jej ukończenia, ale zarazem nie zapewnia trwałych doznań; przypisał to przesadnej koncentracji gry na estetyce na niekorzyść grywalności. Jednakże Luke Mitchell z PALGN stwierdził, że cokolwiek bardziej skomplikowanego mogłoby odwrócić uwagę od przyjaznej natury tego szczególnego doznania.
Zdaniem recenzentów gra jest mało wymagająca. Roper stwierdził, że we Flow nie ma żadnego wyzwania, głównie z powodu braku możliwości śmierci postaci gracza; Leadbetter podsumował poziom trudności gry jako nieistotny. Jednakże Justin Calvert z GameSpotu, recenzując wersję na PlayStation Portable, wyraził inną opinię. Stwierdził, iż poziom trudności idealnie wpasowuje się w poziom umiejętności gracza, dzięki czemu gra nie jest frustrująca. Recenzenci powszechnie lekceważyli tryb gry wieloosobowej; Calvert ocenił go jako niedobry, Leadbetter – jako mało wymagający, natomiast Navarro stwierdził, że ów tryb nie dodaje doznaniom ani krztyny głębi.
Ogólnie mówiąc, recenzenci uznali Flow za przypominającą bardziej dzieło sztuki niż grę. Navarro doszukał się w niej klimatu dzieła rodem z wystawy. Leadbetter uznał, że Flow jest bardziej eksperymentem niż tradycyjną grą, określając ją mianem „dziwnego ornamentu”. Zdaniem Freemana jest to pierwsze artystyczne dzieło na PlayStation 3. Roper podsumował Flow bardziej jako doznanie niż grę, a Mitchell stwierdził, że owemu produktowi udał się główny cel, jakim było zrobienie czegoś niepowtarzalnego i eksperymentalnego zarazem.